# Інтинське міське поселення
Інти́нське міське поселення (рос. Интинское городское поселение) — муніципальне утворення у складі Інтинського міського округу Республіки Комі, Росія. Адміністративний центр — місто Інта.

## Населення
Населення — 32468 осіб (2010; 41751 у 2002, 62320 у 1989).

## Склад
До складу поселення входять такі населені пункти:
| Населений пункт  | Населення, осіб (1989) | Населення, осіб (2002) | Населення, осіб (2010) |
| ---------------- | ---------------------- | ---------------------- | ---------------------- |
| Інта, місто      | 61798                  | 41217                  | 32080                  |
| Юсьтидор, селище | 522                    | 534                    | 388                    |